# Сфакианакис, Нотис
Панайотис (Нотис) Сфакианакис (греч. Νότης Σφακιανάκης, родился 2 ноября 1959 года, Ираклион, Крит, Греция) — греческий певец в жанре лаика, который является одним из самых коммерчески успешных артистов в Греции и на Кипре.

## Биография
Нотис жил первые семь лет своей жизни на острове Крит. Когда его родители развелись, он переехал на о. Кос, где жили родственники его матери. Он рос там в основном на попечении бабушки и дедушки, а некоторые короткие периоды проводил в Германии, где жила его мать после второго брака. Когда ему исполнилось двадцать лет, Нотис стал диск-жокеем. Он также работал электриком, сантехником, официантом. В 1985 году он сформировал группу и играл в клубах города Кос. Из-за отсутствия успеха группа распалась менее чем через год. В 1986 году Нотис вернулся на Крит, чтобы начать сольную карьеру певца. В 1988 году он отправился в Афины. Летом 1990 года — в Салоники. Генеральный менеджер Sony в Греции подписал с Сфакианакисом контракт, и в июне 1991 года он выпустил свой первый альбом «ΠΡΩΤΗ ΦΟΡΑ» (Sony Music), который вошёл в греческую первую десятку.
Его запись песни «O Aetos» является одной из самых популярных песен в истории греческой музыки. Сфакианакис был самым продаваемым исполнителем 1990-х годов и определен как самый продаваемый греческий певец своего поколения. 1 ноября 2011 был награждён его мульти-платиновый альбом «21+4 Ματωμένο Δάκρυ». Газета «Прото Тема» посвятила этому событию специальное издание.
В начале февраля 2012 года певец записал новую песню «Квадрат» (греч. Η πλατεία), которая отражает социально-экономическую ситуацию в Греции и переживания и боль певца по этому поводу. Социальная песня «Квадрат» является предвестником нового альбома Нотиса Сфакианакиса, который планируется к выпуску в сентябре следующего года. Зимой 2011—2012 года он сотрудничает с Ангелики Илиади в клубе «Священный Путь» («Ιερά Οδό») в Афинах, с 20 апреля 2012 года они начали совместные выступления в Салониках в «Odeon». В июле 2012 года Нотис записал новую песню «Εσύ, η θάλασσα» (музыка — Димос Анастасиадис, текст — Вики Геротодору).

## Личная жизнь
Сфакианакис женат и имеет двоих детей, семья живёт в Афинах. В 2003 году Сфакианакису сделали операцию на его голосовых связках, что приводит к двухлетнему перерыву между его альбомом «Milisoun Но Tragoudia» и последующим «Me Agapi O, ты Kaneis».

## Мнения
Сфакианакис также известен противоречивым образом и откровенными манерами и высказываниями. Он часто дает интервью по разным социальным и политическим вопросам. Он критикует культуру и образ жизни современного греческого общества, инертность своих сограждан, и считает, что единственным выходом является повышение грамотности и изучение древней греческой цивилизации. Песней «Овцы» (2003) критикует Джорджа Буша за вторжение в Афганистан и Ирак.

## Дискография
- 1991 — Πρωτη φορα
- 1992 — Εισαι ενα πιστολι
- 1993 — Νοτιοανατολικα του κοσμου
- 1994 — Με το ν και με το σ
- 1996 — 5o βημα
- 1997 — Προ δια φημην (cd single)
- 1997 — Εμπεριων συλλεκτης
- 1998 — Οι νοτες εισαι 7 ψυχες
- 1999 — Προαγγελος (cd single)
- 1999 — XXX ενθυμιον
- 1999 — Around The world (cd single)
- 2000 — Πολυχρωμα και εντονα
- 2001 — Τελος …διχος τελος (cd single)
- 2002 — 9/8 τα ζεΪμπεκικα του νοτη
- 2002 — Ανοιξις (cd single)
- 2002 — Ας μιλησουν τα τραγουδια
- 2003 — 10 με τονο
- 2004 — Με αγαπη οτι κανεις
- 2005 — Ανα…γέννησις
- 2006 — Κοινωνία ώρα… (Cd single)
- 2007 — Νύκτες… Μαγικές (2CDs — Live)
- 2008 — Μνημες
- 2010 — Ματωμένο Δάκρυ